# 共形変換
共形変換（きょうけいへんかん、conformal transformation）とは、空間のある1点で交わった2曲線の接線のなす角度が保存される変換、等角写像とも。
並進、回転、スケール変換などはその最も簡単な例。
特に、2次元では無限個の変換が存在することが示され、複素平面上の解析関数で表現できる。場の理論において、共形変換のもとで不変となっている物理系を記述する理論を共形場理論と呼ぶ。

## 共形対称性
物理学において、場の理論の共形対称性は、ポアンカレ変換（時空の並進＋ローレンツ変換）、スケール変換（ディラテーション）、そして特殊共形変換のもとでの対称性によって構成される。これらの対称性から成る群を共形群、あるいは共形変換群と呼ぶ。

### 座標変換
ミンコフスキー時空上の座標xμに対する並進、ローレンツ変換、スケール変換、特殊共形変換は以下のようになる。
- 時空の並進

{\displaystyle x^{\mu }\to x^{\prime \mu }=x^{\mu }+a^{\mu }}
- ローレンツ変換（時空の回転変換）

{\displaystyle x^{\mu }\to x^{\prime \mu }=\Lambda _{\ \nu }^{\mu }x^{\nu }}
- スケール変換（ディラテーション）

{\displaystyle x^{\mu }\to x^{\prime \mu }=\lambda x^{\mu }}
- 特殊共形変換

{\displaystyle x^{\mu }\to x^{\prime \mu }={\frac {x^{\mu }-b^{\mu }x^{2}}{1-2b\cdot x+b^{2}x^{2}}}}
ここで、aμ、{\displaystyle \Lambda _{\ \nu }^{\mu }}、λ、bμは変換による任意のパラメータである。
特殊共形変換は、以下のように書き直すことができる。
{\displaystyle {\frac {x^{\prime \mu }}{x^{\prime 2}}}={\frac {x^{\mu }}{x^{2}}}-b^{\mu }}
この形式から、特殊共形変換は{\displaystyle x^{\mu }\to x^{\mu }/x^{2}}と座標変換し、パラメータbμだけ並進させる変換を意味していることが分かる。

### 共形代数
共形群の生成子は以下のように定義される。
{\displaystyle {\begin{aligned}&M_{\mu \nu }\equiv i(x_{\mu }\partial _{\nu }-x_{\nu }\partial _{\mu })\\&P_{\mu }\equiv -i\partial _{\mu }\\&D\equiv -ix_{\mu }\partial ^{\mu }\\&K_{\mu }\equiv i(x^{2}\partial _{\mu }-2x_{\mu }x_{\nu }\partial ^{\nu })\end{aligned}}}
ここで、Mμνはローレンツ不変性、Pμは時間と空間の並進対称性、Dはスケール不変性、Kμは特殊共形変換の生成子である。ただし、Dはスカラーであり、Kμはローレンツ変換の添え字を持つ共変ベクトルである。
これらの生成子は以下の交換関係に従う。
{\displaystyle {\begin{aligned}&[D,K_{\mu }]=-iK_{\mu }\\&[D,P_{\mu }]=iP_{\mu }\\&[K_{\mu },P_{\nu }]=2i\eta _{\mu \nu }D-2iM_{\mu \nu }\\&[K_{\mu },M_{\nu \rho }]=i(\eta _{\mu \nu }K_{\rho }-\eta _{\mu \rho }K_{\nu })\\&[P_{\rho },M_{\mu \nu }]=i(\eta _{\rho \mu }P_{\nu }-\eta _{\rho \nu }P_{\mu })\\&[M_{\mu \nu },M_{\rho \sigma }]=i(\eta _{\nu \rho }M_{\mu \sigma }+\eta _{\mu \sigma }M_{\nu \rho }-\eta _{\mu \rho }M_{\nu \sigma }-\eta _{\nu \sigma }M_{\mu \rho })\end{aligned}}}
この他の交換関係は全て0となる。この表記を見れば分かるように、Mμνのみで閉じている交換関係がローレンツ群のリー代数、MμνとPμのみで閉じている交換関係がポアンカレ群のリー代数である。

## 関連記事
- 共形場理論
- Wess-Zumino-Witten モデル